# Hinjilicut
Hinjilicut (o Hinjilikatu, Hinjili) è una città dell'India di 21.344 abitanti, situata nel distretto di Ganjam, nello stato federato dell'Orissa. In base al numero di abitanti la città rientra nella classe III (da 20.000 a 49.999 persone).

## Geografia fisica
La città è situata a 19° 28' 60 N e 84° 45' 0 E e ha un'altitudine di 29 m s.l.m..

## Società

### Evoluzione demografica
Al censimento del 2001 la popolazione di Hinjilicut assommava a 21.344 persone, delle quali 10.831 maschi e 10.513 femmine. I bambini di età inferiore o uguale ai sei anni assommavano a 2.701, dei quali 1.414 maschi e 1.287 femmine. Infine, coloro che erano in grado di saper almeno leggere e scrivere erano 13.744, dei quali 8.039 maschi e 5.705 femmine.